# The Bachelor Daddy
The Bachelor Daddy è un film muto del 1922 diretto da Alfred E. Green. La sceneggiatura si basa sul racconto The Bachelor Daddy di Edward Henry Peple di cui non si conosce un'eventuale data di pubblicazione.

## Trama
Richard Chester, proprietario di una miniera, è amato in segreto da Sally, la sua segretaria, anche se lui è già fidanzato con un'altra. Quando la miniera viene attaccata dai banditi, Chester viene salvato da Joe Pelton, il suo caposquadra, che però resta mortalmente ferito. Prima di morire, l'uomo chiede a Chester di prendersi cura dei suoi cinque bambini. Ma Ethel, la fidanzata, non è d'accordo e Chester viene spinto a mettere i ragazzi in collegio. Tutti, tranne il più piccolo. Il giorno stabilito per le nozze, Chester e il bambino si prendono la parotite. Sally, che si era presa cura del piccolo, assiste anche Chester. Quando Ethel la vede con il fidanzato, rompe il fidanzamento. Ora Chester è libero di prendersi in casa i piccoli di Pelton: rendendosi conto che Sally lo ama, le chiede di sposarlo.

## Produzione
Il film fu prodotto dalla Famous Players-Lasky Corporation

## Distribuzione
Il copyright del film, richiesto dalla Famous Players-Lasky Corp., fu registrato il 6 maggio 1922 con il numero LP17871.
Presentato da Adolph Zukor e distribuito dalla Paramount Pictures e dalla Famous Players-Lasky Corporation, il film uscì nelle sale cinematografiche USA il 28 maggio 1922 dopo essere stato presentato in prima a New York il 29 aprile 1922.
Non si conoscono copie ancora esistenti della pellicola che viene considerata presumibilmente perduta.